# Флаг Джубаленда
Флаг Джубаленда — государственный флаг Джубаленда. 

## История
В то время, когда Джубаленд был британской провинцией Восточной Африки, у него был вариант британского флага.

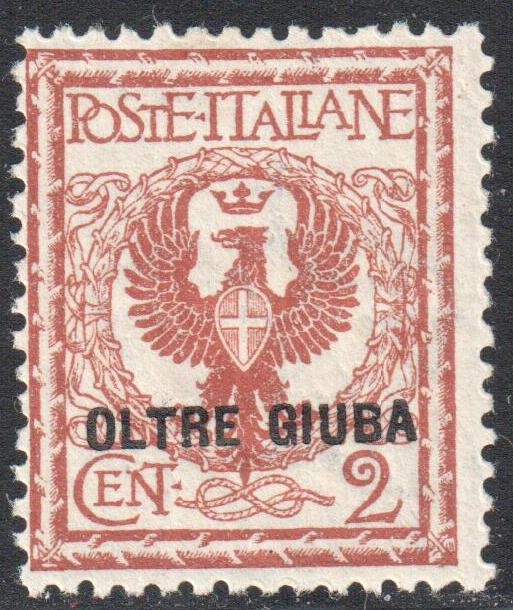
Марка Транс-Джубы

С 15 июля 1924 года по 30 июня 1926 года Джубаленд являлся колонией Италии (Транс-Джуба). Впоследствии для него был использован итальянский колониальный флаг с символической короной.
С 1941 по 1949 год в Джубаленде действовал британский административный период, как раз после того, когда британцы заняли итальянские территории во время Второй мировой войны.
Впоследствии синий цвет на флаге ООН, впервые установленный в Нью-Йорке и впоследствии принятый в качестве национального флага Сомали, был принят Джубалендом, а также Сомали в период действия подопечной территории Сомали.
На этапе развития Джубаленда были предложены различные флаги. Джубаленд перешёл под контроль сомалийского военачальника Мухаммеда Саида Херси Моргана и провозгласил независимую республику. Флаг региона состоял из двух вертикальных полос красного и зелёного цветов с белой пятиконечной звездой в центре. В 1999 году Альянс долины Джуба сверг Моргана, а в 2001 году Джубаленд прекратил своё существование после заключения договора с временным правительством Сомали. 
Альянс долины Джуба использовал сомалийский национальный флаг. Предложенный зелёно-красно-зелёный триколор не был принят. В 2006 году было выдвинуто несколько других предложений. Так, Альянс долины Джуба провозгласил Джубаленд с флагом, где была разделённая вертикальная синяя полоска (одна треть) и зелёная полоска (две трети) с пятиконечной белой звездой в центре. Позже регион в ходе гражданской войны перешёл под контроль Союза исламских судов, а затем использовал чёрный флаг с арабской надписью.
В 2007 году, благодаря военному вмешательству Эфиопии, регион попал в руки Переходного федерального правительства Сомали и использовал синий флаг с белой звездой в центре. В 2008 году три исламистских группировки оспаривали контроль над регионом, а в 2009 году его территория перешла в основном под контроль «Харакат аш-Шабаб», используя белый флаг с чёрной звездой и шахаду с мечом внизу.
Компания Jubaland была основана 19 декабря 2010 года в Миннесоте, США. Её цель состояла в том, чтобы управлять регионами Бай, Баколь, Нижняя Джубба, Гедо и Средняя Джубба. Мохамед Рашид Хаджи Али был президентом этой администрации. Она использовала флаг из трёх горизонтальных полос жёлтого, красного, зелёного цвета, разделённых белым фимбрированием с синим треугольником на подъёмнике, содержащим белую пятиконечную звезду, слегка повернутую к подъёмнику (вверху слева).
В марте 2011 года в Найроби, Кения, было провозглашено автономное государство, которое претендовало на регионы Джубаленда. Оно получило название Азания и свой собственный флаг, похожий на флаг России с 1991 по 1993 год. Нынешний флаг Джубаленда был принят на конференции 28 февраля 2013 года в Кисмайо.

## Галерея

Флаг Британской Восточной Африки
Итальянский колониальный флаг, использовавшийся Транс-Джубой
Флаг Джубаленда во времена BMAS (Британская военная администрация Сомали)
Флаг Сомали во времена Подопечной территории
Флаг Джубаленда (1998 — 18 июня 2001)
Флаг Союза исламских судов
Флаг «Харакат аш-Шабаб»
Флаг Азании